# Chikadinkop, Khanapur
Chikadinkop là một làng thuộc tehsil Khanapur, huyện Belgaum, bang Karnataka, Ấn Độ.